# オムビタスビル
オムビタスビル（Ombitasvir、開発コードABT-267）はC型肝炎の治療に用いられる抗ウイルス薬の一つである。ジェノタイプ1のウイルスに対するパリタプレビルおよびリトナビルとの3剤配合錠およびダサブビル錠のセットが米国で承認されているほか、日本でも2015年9月に承認された。米国では3剤配合錠はジェノタイプ4のC型肝炎ウイルスに対しても使用される。
C型肝炎ウイルスのNS5A複製複合体を阻害する。